# Oscillation
Oscillation es el séptimo y último álbum de estudio de la banda noruega de black / gothic metal Trail of Tears. Fue lanzado el 26 de abril de 2013, a través de Massacre Records.
El álbum fue grabado en el Sound Suite Studio en Francia entre septiembre y octubre de 2011, con la colaboración del productor Terje Refsnes.
La edición limitada en digipack incluye dos bonus tracks: "Sleep Forever" y "Quick Fix Of Shame".
Bjørn Dugstad Rønnow aparece acreditado como baterista de la banda en el folleto, pese a que aún no se había incorporado durante las sesiones de grabación; en su lugar, ese instrumento fue interpretado por el guitarrista Bjørn Erik Næss.

## Lista de canciones
| N.º | Título                                | Letras                 | Música  | Duración |  |
| 1.  | «Waves Of Existence»                  | C. Paulsen, R. Thorsen | E. Moe  | 4:12     |  |
| 2.  | «Scream Out Loud»                     | C. Paulsen, R. Thorsen | E. Moe  | 4:36     |  |
| 3.  | «Crimson Leads On The Trail Of Tears» | C. Paulsen, R. Thorsen | E. Moe  | 5:16     |  |
| 4.  | «Oscillation»                         | C. Paulsen, R. Thorsen | E. Moe  | 4:27     |  |
| 5.  | «Path Of Destruction»                 | C. Paulsen             | B. Næss | 6:02     |  |
| 6.  | «Vultures Guard My Shadow»            | C. Paulsen, R. Thorsen | E. Moe  | 4:18     |  |
| 7.  | «The Dawning»                         | C. Paulsen, R. Thorsen | E. Moe  | 4:11     |  |
| 8.  | «Room 306»                            | C. Paulsen, R. Thorsen | B. Næss | 4:17     |  |
| 9.  | «Our Grave Philosophy»                | C. Paulsen, R. Thorsen | B. Næss | 4:52     |  |
| 10. | «Lost In Life»                        | C. Paulsen             | E. Moe  | 4:09     |  |
| 11. | «Eradicate»                           | C. Paulsen, R. Thorsen | B. Næss | 4:09     |  |

### Bonus tracks (sólo en digipak)
| Bonus tracks (only on digipak release) |                      |                        |        |          |  |
| N.º                                    | Título               | Letras                 | Música | Duración |  |
| 1.                                     | «Sleep Forever»      | C. Paulsen, R. Thorsen | E. Moe | 4:15     |  |
| 2.                                     | «Quick Fix Of Shame» | C. Paulsen, R. Thorsen | E. Moe | 3:53     |  |

## Personal

### Trail of Tears
- Ronny Thorsen – vocales
- Cathrine Paulsen − soprano
- Bjørn Erik Næss – guitarra y batería
- Endre Moe − bajo

### Músicos invitados
- Audun Grønnestad - orquestación y teclados

### Producción e ingenierìa
- Terje Refsnes: producción e ingenierìa
- Audun Grønnestad: coproducción
- Jan "Örkki" Yrlund: arte de la cubierta.
- Cathrine Paulsen: concepto de diseño de la cubierta y tipografía.
- Mika Jussila - materización
- Audun Grønnestad, Bjørn Erik Næss y Cathrine Paulsen - mezcla.
- Mezclado en Mayhem Music Studios, Kristiansand, Noruega durante varios intervalos de 2012.
- Masterizado en los estudios Finnvox, Helsinki, Finlandia, en diciembre de 2012.